# Elecciones al Congreso de los Diputados de noviembre de 2019 (Ávila)
Las elecciones al Congreso de los Diputados de 2019 se celebraron en la Provincia de Ávila el domingo 10 de noviembre, como parte de las elecciones generales convocadas por Real Decreto dispuesto el 4 de marzo de 2019 y publicado en el Boletín Oficial del Estado el día siguiente. Se eligieron los 3 diputados del Congreso correspondientes a la circunscripción electoral de Ávila, mediante un sistema proporcional (método d'Hondt) con listas cerradas y un umbral electoral del 3%.

## Resultados
Los comicios depararon 1 escaño al Partido Popular al Partido Socialista Obrero Español y a Vox. 
| Candidatura                                            | Candidatura                                            | Votos   | %                                        | Escaños                                  |
| ------------------------------------------------------ | ------------------------------------------------------ | ------- | ---------------------------------------- | ---------------------------------------- |
|                                                        | Partido Popular (PP)                                   | 32 527  | 35,07                                    | 1                                        |
|                                                        | Partido Socialista Obrero Español (PSOE)               | 24 474  | 26,39                                    | 1                                        |
|                                                        | Vox (Vox)                                              | 17 313  | 18,73                                    | 1                                        |
| Ciudadanos (Cs)                                        | Ciudadanos (Cs)                                        | 6119    | 6,6                                      | 0                                        |
| Unidas Podemos (Podemos-IU-Equo)                       | Unidas Podemos (Podemos-IU-Equo)                       | 6059    | 6,53                                     | 0                                        |
| Por Ávila (XAV)                                        | Por Ávila (XAV)                                        | 5416    | 5,84                                     | 0                                        |
| Partido Animalista Contra el Maltrato Animal (PACMA)   | Partido Animalista Contra el Maltrato Animal (PACMA)   | 432     | 0,47                                     | 0                                        |
| Recortes Cero-Grupo Verde (R0-GV)                      | Recortes Cero-Grupo Verde (R0-GV)                      | 105     | 0,11                                     | 0                                        |
| Por un Mundo Más Justo (PUM+J)                         | Por un Mundo Más Justo (PUM+J)                         | 102     | 0,11                                     | 0                                        |
| Partido Comunista de los Trabajadores de España (PCTE) | Partido Comunista de los Trabajadores de España (PCTE) | 101     | 0,11                                     | 0                                        |
| Falange Española de las JONS (FE de las JONS)          | Falange Española de las JONS (FE de las JONS)          | 61      | 0,07                                     | 0                                        |
| Partido Libertario (P-LIB)                             | Partido Libertario (P-LIB)                             | 32      | 0,03                                     | 0                                        |
| Votos válidos                                          | Votos válidos                                          | 92 741  | 100,00                                   | 3                                        |
| Votos nulos                                            | Votos nulos                                            | 1297    | Participación: · \| \| 69,34 % \| 10,43% | Participación: · \| \| 69,34 % \| 10,43% |
| Votantes                                               | Votantes                                               | 94 793  | Participación: · \| \| 69,34 % \| 10,43% | Participación: · \| \| 69,34 % \| 10,43% |
| Electores                                              | Electores                                              | 136 717 | Participación: · \| \| 69,34 % \| 10,43% | Participación: · \| \| 69,34 % \| 10,43% |
|                                                        | 69,34 %                                                |         |                                          |                                          |

## Diputados electos
Relación de diputados electos:
| N.º | Nombre                           | Lista | Lista |
| --- | -------------------------------- | ----- | ----- |
| 1   | Alicia García Rodríguez          |       | PP    |
| 2   | María Margarita Robles Fernández |       | PSOE  |
| 3   | Georgina Trías Gil               |       | Vox   |